# Tarik Moukrime
Tarik Moukrime (Verviers, 3 maart 1992) is een Belgische atleet.  Hij legt hij zich toe op middellange afstanden.

## Loopbaan

### Jeugd
Moukrime veroverde verschillende jeugdtitels op de 1500 m en bij het veldlopen. Hij nam op de 1500 m deel aan de wereldkampioenschappen en Europese kampioenschappen voor junioren en de Europese kampioenschappen U23.

### Doorbraak bij de senioren
In 2013 werd Moukrime op de 1500 m Belgisch indoorkampioen, zijn eerste titel bij de senioren.
In 2014 verbeterde Moukrime zijn persoonlijke records op de 800 m en 1500 m. Op beide afstanden behaalde hij ook de limiet voor deelname aan de Europese kampioenschappen van 2014 in Zürich.

### Clubs
Moukrime is aangesloten bij RFC Luik.

## Belgische kampioenschappen
Indoor
| Onderdeel | Jaar             |
| --------- | ---------------- |
| 1500 m    | 2013, 2016, 2018 |

## Persoonlijke records
Outdoor
| Onderdeel | Prestatie | Datum        | Plaats             |
| --------- | --------- | ------------ | ------------------ |
| 800 m     | 1.46,97   | 16 juli 2014 | Naimette-Xhovémont |
| 1500 m    | 3.35,96   | 19 juli 2014 | Heusden-Zolder     |

## Palmares

### 800 m
- 2022:  BK AC - 1.48,15

### 1500 m
- 2009: DNF EJOF in Tampere
- 2010: 10e in reeks WK voor junioren in Moncton - 3.49,47
- 2011: 6e EK voor junioren in Tallinn - 3.48,10
- 2013:  BK AC indoor - 3.50,26
- 2013: 8e EK U23 in Tampere - 3.46,46
- 2013:  BK AC - 3.54,61
- 2013:  BK AC indoor - 3.44,23
- 2014:  BK AC - 3.52,62
- 2014: 8e EK - 3.47,33
- 2016:  BK AC indoor - 3.56,38
- 2018:  BK AC indoor - 3.43,46

### veldlopen
- 2011: 75e EK junioren in Velenje